# 哈桑鎮區 (伊利諾伊州懷特縣)
哈桑鎮區（英語：Hawthorne Township）是位於美國伊利諾伊州懷特縣的一個行政鎮區。

## 地方資料
根據2010年美國人口普查的數據，哈桑鎮區的面積為139.80平方千米，當中陸地面積為136.80平方千米，而水域面積為3.00平方千米。當地共有人口1115人，而人口密度為每平方千米7.98人。